# Quận 8, Roma
Quận 8 Đường cổ Appia (tiếng Ý: Municipio VIII Appia Antica) là quận hành chính thứ tám của thủ đô Roma, Ý. Quận được thành lập vào ngày 11 tháng 3 năm 2013, thay thể Quận 11 cũ.